# Омидийе
Омидийе, или Омидийе Шеркат-э-Нафт, или Шеркат-э-Нафт (Омидие, перс. اميديه‎) — город на юго-западе Ирана, в провинции Хузестан. Административный центр шахрестана Омидийе.
К северо-востоку от города расположена база ВВС Ирана. Кроме того, в окрестностях Омидийе были построены 4 бетонных нефтехранилища, общей ёмкостью 3 миллиона баррелей.

## География
Город находится на юго-востоке Хузестана, в центральной части Хузестанской равнины, у подножий Загроса, на высоте 19 метров над уровнем моря. Омидийе расположен на расстоянии приблизительно 90 километров к юго-востоку от Ахваза, административного центра провинции и на расстоянии 560 километров к юго-западу от Тегерана, столицы страны.

## Население
На 2006 год население составляло 57 970 человек; в национальном составе преобладают персы, арабы, луры и бахтиары, в конфессиональном — мусульмане-шииты.
| 1991   | 1996   | 2006   | 2011   |
| ------ | ------ | ------ | ------ |
| 55 791 | 53 834 | 57 970 | 61 342 |